# Таль, Тамар
Тамар Таль (ивр. תמר טל ענתי‎; род. 1980) — израильский режиссёр, сценарист и кинопродюсер.

## Биография
Родилась в 1980 году в Тель-Авиве. Там же окончила школу искусств «Камера-обскура» в 2005 году.
Её документальный фильм «Жизнь в кадре» о 96-летней Мириам Вейзенштейн и её попытках спасения семейного фотоателье от сноса  получил награду Израильской киноакадемии — высшую кинопремию Израиля — за лучший документальный фильм в 2012 году и был признан лучшим фильмом на Международном фестивале документального кино DocAviv в Тель-Авиве, а также удостоился награды  МКФ в Кракове.
Проживает во Флоренции

## Фильмография
- Жизнь в кадре[ивр.] (2011)
- Шалом, Италия! (2016)
- Лётчицы (2017; мини-сериал)
- На этой радостной ноте (2021) про Анат Гов
- Что со мной происходит в последнее время? (2022)